# Ball Ground (Géorgie)
Ball Ground est une ville américaine située dans le comté de Cherokee, en Géorgie. Selon le recensement de 2020, sa population est de 2 560 habitants.